# 山内豊尹
山内 豊尹（やまうち とよただ、1866年11月18日〈慶応2年10月12日〉 - 1912年〈大正元年〉12月30日）は、明治期から大正期にかけての華族。位階・爵位は従三位子爵。

## 経歴
前土佐藩主・山内豊信の長男として生まれる。1879年（明治12年）10月に山内家から分家し、華族に列する。
1884年（明治17年）に男爵を叙爵する。同年6月1日には陸軍士官学校に入校する。退校後は、イギリスに留学した。1890年（明治23年）帰国。翌年には子爵に陞爵する。
1912年（大正元年）12月30日、薨去した。享年47（満46歳没）。子爵は長男の豊陽が襲爵したが、1918年に豊陽が隠居したため1946年まで豊健が子爵となる。

## 栄典
- 1879年（明治12年）以前 - 従五位
- 1884年（明治17年） - 男爵
- 1891年（明治24年） - 子爵
  - 12月8日 - 正五位[4]
- 1894年（明治27年）2月2日 - 木杯一組[5]
- 1896年（明治29年）12月21日 - 従四位[6]
- 1897年（明治30年）6月1日 - 木杯一組[7]
- 1909年（明治42年）2月27日 - 従三位[8]

## 家族
- 父：山内豊信（1827 - 1872） - 土佐藩第15代藩主。幕末の四賢侯の一人。
- 母：不詳
- 先妻：鈴子（1874 - ?） - 酒井忠彰の娘。
- 継妻：賢子（1872 - 1940） - 加藤泰秋の娘。後に吉川経健の妻となる。
  - 長女：禎（1894 - ?） - 渡辺汀の妻[9]。
  - 長男：豊陽（1896 - 1945）- 1918年に隠居。1945年に戦死。
  - 次女：恵美（1898 - ?） - 白井新太郎の養子・白井龍一郎の妻[10]。
- 継々妻：勝（1877 - 1916） - 松平信庸の娘。
  - 次男：豊健（1903 - 1946） - 武道家。京都山内派無双直伝英信流居合術宗家。
  - 三女：和歌（1905 - 1989） - 林利千代の妻。
  - 三男：豊喜（1908 - 1916）
  - 四女：保（1911 - ?） - 藤枝照真の妻。
  - 四男：豊久（1913 - 1958）